# Kélo
Kélo je grad u Čadu, s 45.100 stanovnika peti po veličini u državi. Smješten je na jugozapadu zemlje u regiji Tandjilé, na cesti od Moundoua do N'Djamene, 100 km od kamerunske granice. Sjedište je departmana Tandjilé Ouest.